# 弗拉基米爾·科洛科利采夫
弗拉基米尔·亞歷山德羅維奇·科洛科利采夫 （俄语：Влади́мир Алекса́ндрович Колоко́льцев），1961年5月11日—）是俄罗斯律师和政治人物。自2012年5月21日起担任俄罗斯联邦内政部长（2018年5月8日至5月18日和2020年1月15日至1月21日為代理部長）  。